# Химна Кнежевине Србије (1853)
Химна Кнежевине Србије из 1853. је била државна химна која је усвојена око маја 1853. године за време владавине кнеза Александра Карађорђевића. Текст химне је бар око годину дана пре маја 1853. написао тадашњи професор у београдској гимназији Ђорђе Малетић.

## Текст
Део текста химне је објављен крајем 1852. године у званичним државним Српским новинама, док је целокупан текст објављен 15. (3) септембра 1853. године, и на савременом српском језику он гласи:
Боже, Књаза нашег храни

Наше љубави свети олтар

Нека ведри греју дани

Твоје руке светли дар!

Из дубине срца лети

Наш ушићени ка теби глас

Преблажени, вечно свети

О, саслушај, Боже, нас!

Нек милости Твоја сила

Живота му роси цвет

Славом сине глава мила

Као мајског јутра цвет

Да му Мудрост дивно цвета,

Да усрећи народ свој,

Благослов га сузом срета,

Са врела чела брише зној

До колена нек Му седи

Искрености савет благ,

Сјајне круне да по среди

И вазда сија, камен драг

Нек му чело љубав кружи,

Љубав цвећем кити пут,

Нек на понос роду служи,

Сваком срећом обасут

Доста су нас тукле стреле

Са намрштеног неба Твог,

И чезнуше прси вреле

За спасењем рода свог!

Сад нас, Боже у Нем спаси,

Да с' по земљи проспе чар

Да му дуго поју гласи:

Живео, живео Господар!